# Xanthopimpla sexlineata
Xanthopimpla sexlineata är en stekelart som beskrevs av Cameron 1907. Xanthopimpla sexlineata ingår i släktet Xanthopimpla och familjen brokparasitsteklar. Inga underarter finns listade i Catalogue of Life.